# NGC 4077
NGC 4077 (również NGC 4140, PGC 38218 lub UGC 7063) – galaktyka soczewkowata (S0), znajdująca się w gwiazdozbiorze Panny.
Odkrył ją William Herschel 20 grudnia 1784 roku. Obserwował ją też Heinrich Louis d’Arrest 10 kwietnia 1863 roku, jednak, jak się później okazało, niedokładnie określił jej pozycję (podał rektascensję o 5 minut za dużą), dlatego mogło się wydawać, że odkrył nowy obiekt. John Dreyer skatalogował obserwację Herschela jako NGC 4077, a d’Arresta jako NGC 4140.